# Mommsenstadion
Le Mommsenstadion est une installation sportive de Berlin (dans le quartier de Westend, arrondissement de Charlottenburg-Wilmersdorf). Il est ouvert en 1930 d'abord sous le nom de SCC-Stadion puis baptisé en hommage à l'historien Theodor Mommsen en 1934. Il est le lieu d'accueil de l'association sportive SCC Berlin et depuis 1945 du Tennis Borussia Berlin.

## Histoire

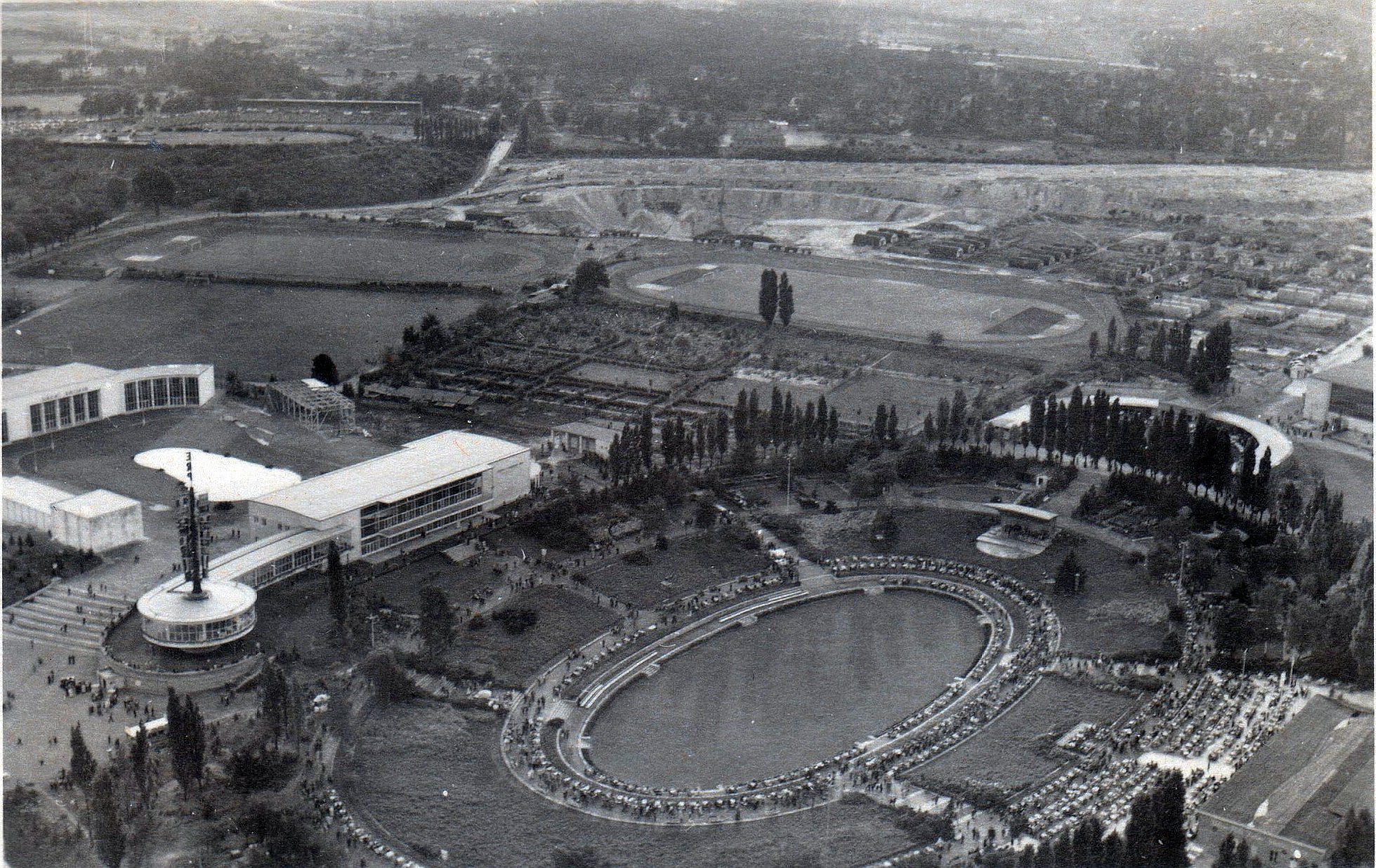
Le stade en 1952.

Le stade est construit en 1930 avec une pelouse, une piste cendrée et une tribune, répondant aux exigences de 1930, selon la conception de Fred Forbát en remplacement d'installations provisoires. Il a une capacité de 1 750 sièges et 36 000 places debout. Cependant le club ne peut pas assumer l'installation financièrement, elle est remise à la ville de Berlin en 1934. Il sert de gymnase pour le lycée du quartier, le Mommsengymnasium, dont le directeur en fait un modèle national-socialiste jusqu'au début de la Seconde Guerre mondiale. Le lieu prend le nom de Mommsenstadion.

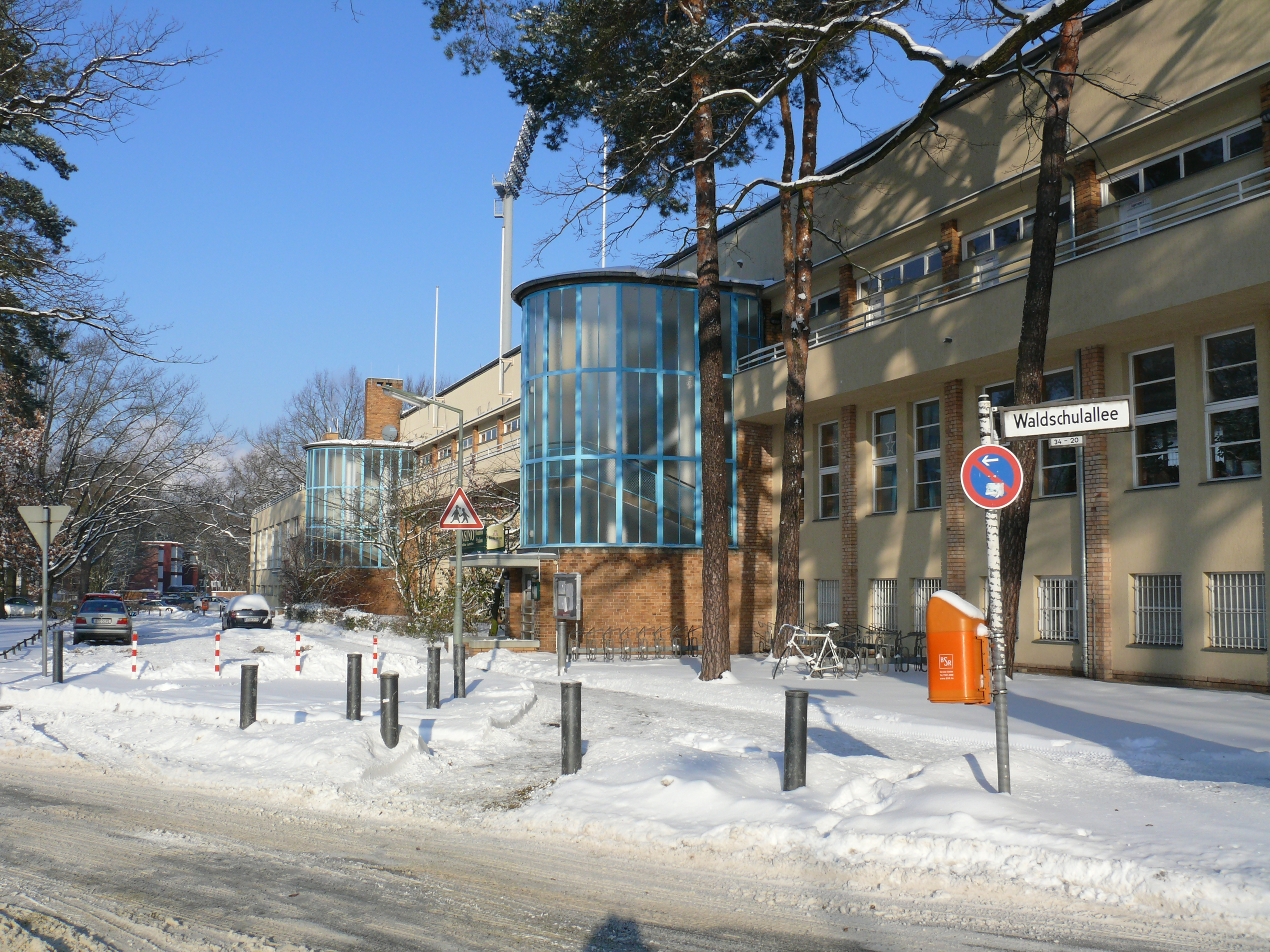
Escaliers du Mommsenstadion

Le bâtiment de trois étages est ordonné autour de deux cages d'escalier elliptiques. Leurs squelettes de fer sont habillées de fenêtres en verre. La tribune comprend en dessous une salle de gymnastique. Les travaux pour réparer les dommages de la guerre de 1950 à 1956 apportent des changements structurels. Depuis 2000, le stade a un panneau électronique.
Pendant les Jeux olympiques d'été de 1936, des matchs du tournoi olympique de Football ont lieu ici, notamment un match opposant l'Autriche contre l'Égypte et un quart de finale entre l'Italie et le Japon. En 1938, 1941, 1949 et 1953, le stade accueille la compétition d'athlétisme ISTAF Berlin en remplacement du Stade olympique.
Le stade a une capacité de 15 005 places, dont 1 805 places assises et couvertes dans les gradins. Cependant, pour des raisons de sécurité, la Fédération allemande de football limite à 11 500 places.
Lors de la Coupe du monde de football de 2006, le Mommsenstadion sert de terrain d'entraînement aux équipes jouant à Berlin et à l'équipe d'Allemagne. Par conséquent, le Mommsenstadion et ses environs ont été modernisés à hauteur de plus d'un demi-million d'euros.

## Source, notes et références
- (de) Cet article est partiellement ou en totalité issu de l’article de Wikipédia en allemand intitulé « Mommsenstadion » (voir la liste des auteurs).